# Oliver Ciganović
Oliver Ciganović je bivši hrvatski reprezentativac u hokeju na ledu.
Nastupio je za Hrvatsku na svjetskom prvenstvu divizije II 2007. Tada je bio igračem njemačkog "Hannovera".